# Haworthia nortieri var. devriesii
Haworthia nortieri var. devriesii és una varietat de Haworthia nortieri del gènere Haworthia de la subfamília de les asfodelòidies.

## Descripció
Haworthia nortieri var. devriesii és una suculenta intermèdia entre H. globosiflora i H. decipiens, però de H. globosiflora està ben separada geogràficament; i no fa fillols. Les flors s'assemblen molt a les de H. pehlemanniae i H. globosiflora, però amb pètals lleugerament més llargs i color grisenc i la corol·la és menys globosa que el dels primers.

## Distribució i hàbitat
Aquesta varietat creix a la província sud-africana del Cap Occidental, concretament és coneguda només per dues localitats properes al príncep Albert. Ambdues n'hi ha plantes relativament rares i és molt difícil trobar-les en el seu hàbitat. Les marques de les fulles i el color de les fulles imiten el seu entorn. A la localitat tipus les plantes creixen en un sòl molt sorrenc sota arbusts, però també a la intempèrie. Quan es troba a l'aire lliure, les plantes de tant en tant estan gairebé completament enterrades a la sorra i només de manera visible quan estan en flor. Creix junt amb moltes altres espècies de plantes suculentes com Lithops, Conophytum o Biljia cana, espècies que només creixen a la zona del príncep Alfred.

## Taxonomia
Haworthia nortieri  var. devriesii va ser descrita per (Breuer) M.B.Bayer i publicat a Haworthia Update 7(4): 36, a l'any 2012.
Etimologia
Haworthia: nom en honor del botànic britànic Adrian Hardy Haworth (1767-1833).
nortieri: epítet en honor del metge i botànic sud-africà el Dr. Pieter Le Fras Nortier (1884-1955).
var. devriesii: epítet en honor de Vincent de Vries.
Sinonímia
- Haworthia devriesii Breuer, Avonia 21: 47 (2003). (Basiònim/Sinònim substituït).[5]